# Calymmochilus dispar
Calymmochilus dispar (лат.) — вид мелких паразитических наездников—эвпельмид (Eupelmidae) рода Calymmochilus. Паразиты пауков. Палеарктика.

## Распространение
Южная и Центральная Европа: Армения, Болгария, Германия, Испания, Италия, Португалия, Сербия, Хорватия, Югославия.

## Описание
Длина самок 3,0—4,6 мм; самцы 1,4—2,3 мм. Тело в основном коричневое или чёрное, с зеленовато-голубоватым металлическим отблеском. Булава усиков и кончики лапок самок желтовато-коричневые.
Паразитируют на яйцевых коконах пауков вида Zodarion styliferum (Simon) из семейства пауков-муравьедов (Zodariidae, Araneae). Коконы наездников имеют коричневый цвет и длину около 3 мм. Окукливание длится около 15 дней при температуре 23°C.
Вид был впервые описан в 1967 году из Южной Европы (Bouček & Andriescu, 1967).